# Don't Tell a Soul
Don't Tell a Soul is een Amerikaanse thriller uit 2020, geschreven en geregisseerd door Alex McAulay, in zijn regiedebuut.

## Verhaal
Wanneer Joey's oudere broer Matt hem overtuigt om een huis te beroven om hun zieke moeder te helpen, valt bewaker Hamby die hen achtervolgt in een put. Hamby moet de twee tieners overtuigen om hem te helpen.

## Rolverdeling
| Acteur            | Personage                         |
| ----------------- | --------------------------------- |
| Jack Dylan Grazer | Joey                              |
| Fionn Whitehead   | Matt                              |
| Rainn Wilson      | Dave Hamby / Randy Michael Sadler |
| Mena Suvari       | Carol                             |

## Productie
In januari 2019 werd aangekondigd dat Jack Dylan Grazer, Fionn Whitehead, Rainn Wilson en Mena Suvari zich bij de cast van de film hadden gevoegd, waarbij Alex McAulay de regie regisseerde op basis van een scenario dat hij schreef in zijn regiedebuut.

## Release
De film ging in première op 8 september 2020 in Deauville op het Amerikaans filmfestival van Deauville.

## Ontvangst
Op Rotten Tomatoes heeft Don't Tell a Soul een waarde van 71% en een gemiddelde score van 6,1/10, gebaseerd op 14 recensies. Op Metacritic heeft de film een gemiddelde score van 45/100, gebaseerd op 4 recensies.